# Мрувкі (Вармінсько-Мазурське воєводство)
Мрувкі (пол. Mrówki, нім. Neuforst) — село в Польщі, у гміні Рин Гіжицького повіту Вармінсько-Мазурського воєводства.
У 1975-1998 роках село належало до Сувальського воєводства.